# 언더 (식당)
언더(영어: Under)는 노르웨이 린데스네스에 위치한 수중 레스토랑이다. 식당의 메인 홀은 해수면보다 5.5미터 아래에 위치해 있으며, 식사 공간은 495제곱미터로 세계에서 가장 큰 수중 레스토랑이다. 수용 인원은 40명이며, 유럽에서 유일한 수중 레스토랑이자 전 세계에서 세 번째로 세워진 수중 레스토랑이다. 언더는 해양생물학 연구를 위한 해양 연구소의 역할도 겸하고 있다. 이 레스토랑은 노르웨이의 건축 회사 스노헤타가 설계했다.
수석 셰프는 덴마크 출신의 니콜라이 엘리츠고르(Nicolai Ellitsgaard)이며, 남부 노르웨이의 바다와 육지에서 얻을 수 있는 다양한 식재료를 조명하는 요리를 선보이고 있다. 레스토랑은 약 18~22가지 요리로 구성된 테이스팅 메뉴를 중심으로 운영된다. 엘리츠고르 셰프와 그의 팀이 만든 요리는 오픈한 지 1년이 채 되지 않아 미쉐린 가이드에서 별 하나를 획득했다.

## 배경
이 레스토랑의 아이디어는 기업가 형제인 스티그와 가우테 우보스타드(Stig and Gaute Ubostad)에 의해 고안되었다. 이 프로젝트는 2016년 가을에 공식화되었고, 2019년 3월 20일에 문을 열었다. 총 사업비는 7천만 노르웨이 크로네로, 이는 약 700만 유로 또는 850만 미국 달러에 해당한다.
이 프로젝트는 전 세계 언론의 큰 관심을 받았다. 개장 당일에는 이미 7,500명이 예약을 마친 상태였으며, 30개국 이상의 기자들이 현장을 취재했다.
노르웨이어로 "Under"는 '아래'와 '경이로움'이라는 두 가지 의미를 동시에 담고 있다.

## 갤러리

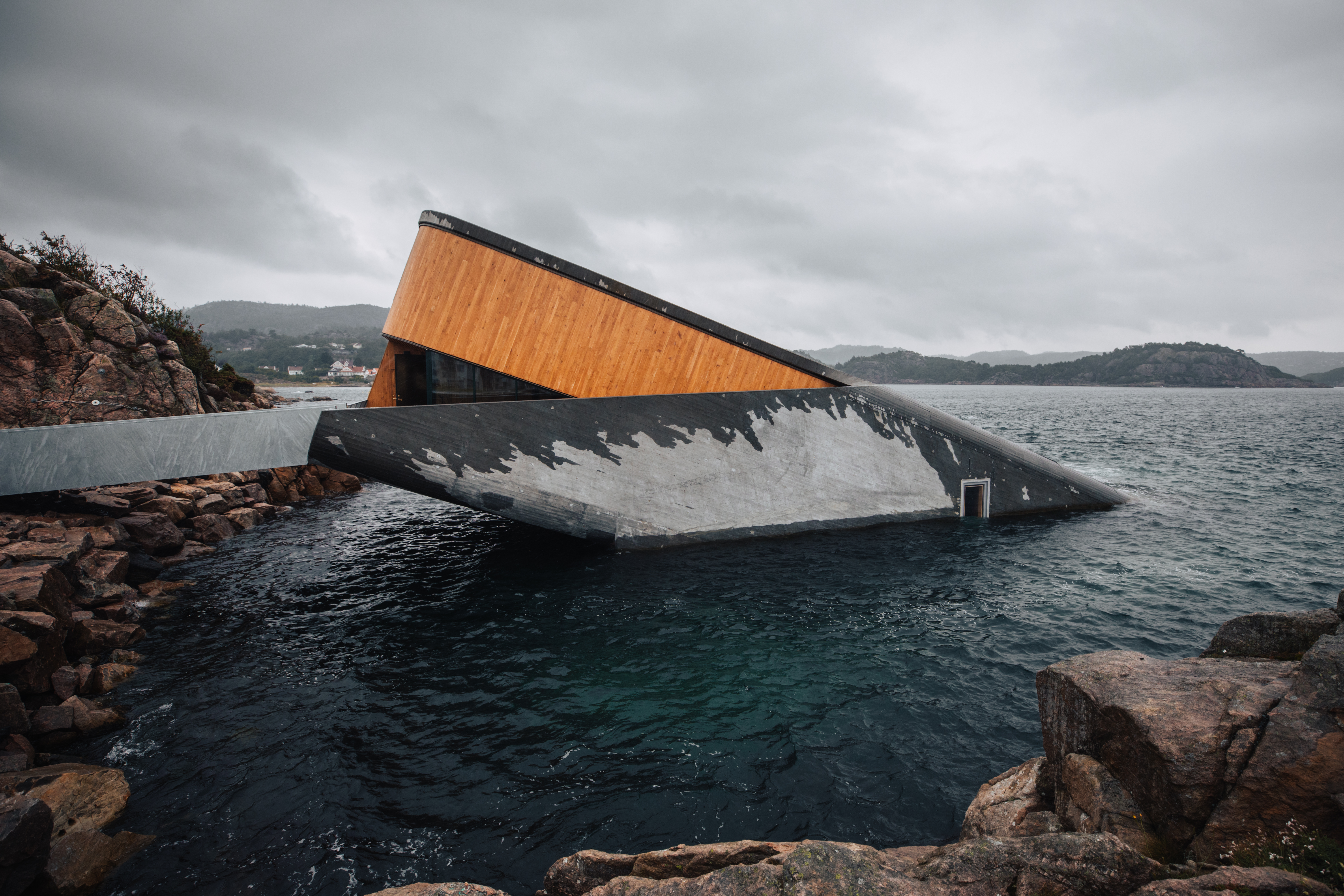
언더 입구 측면
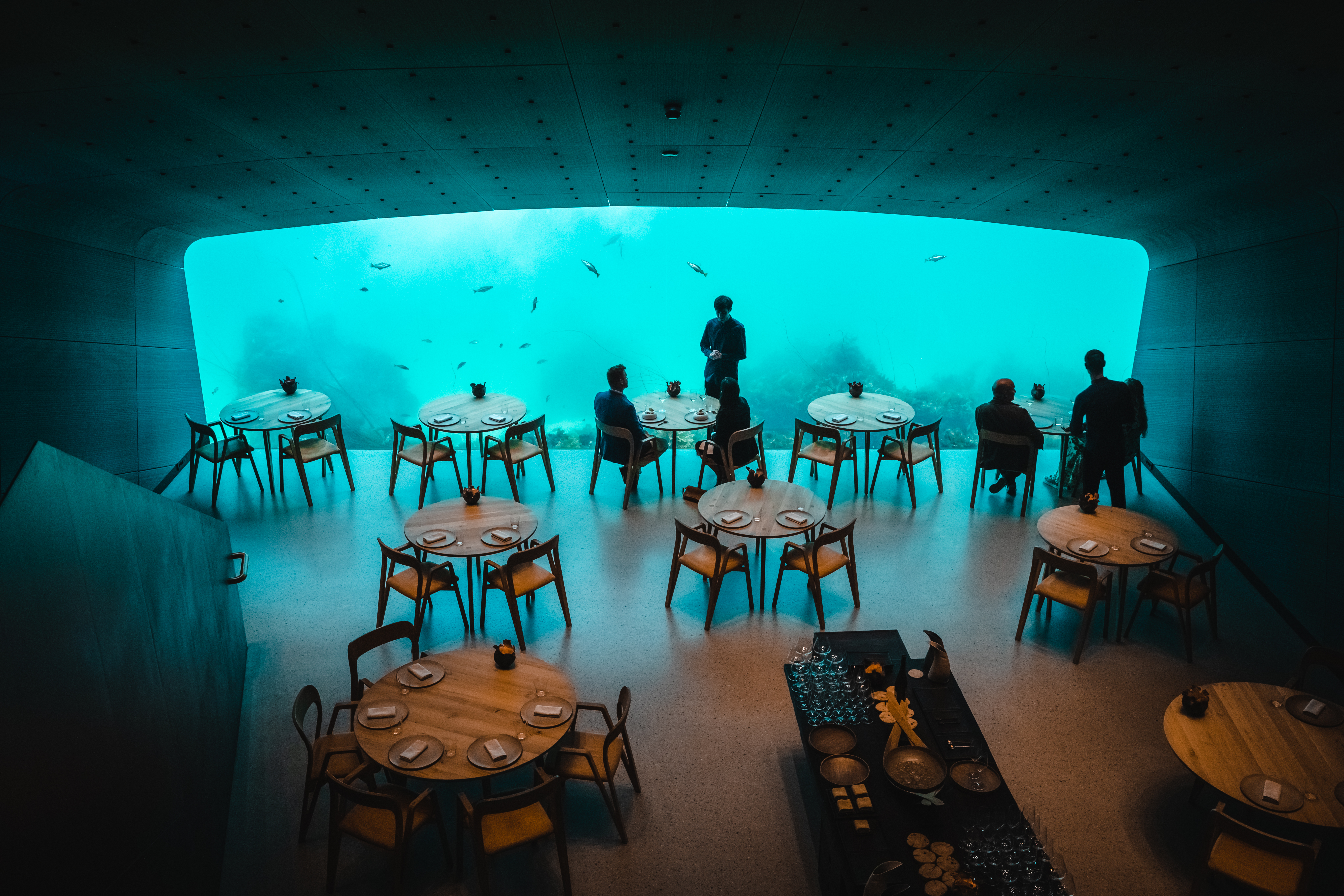
언더의 실내
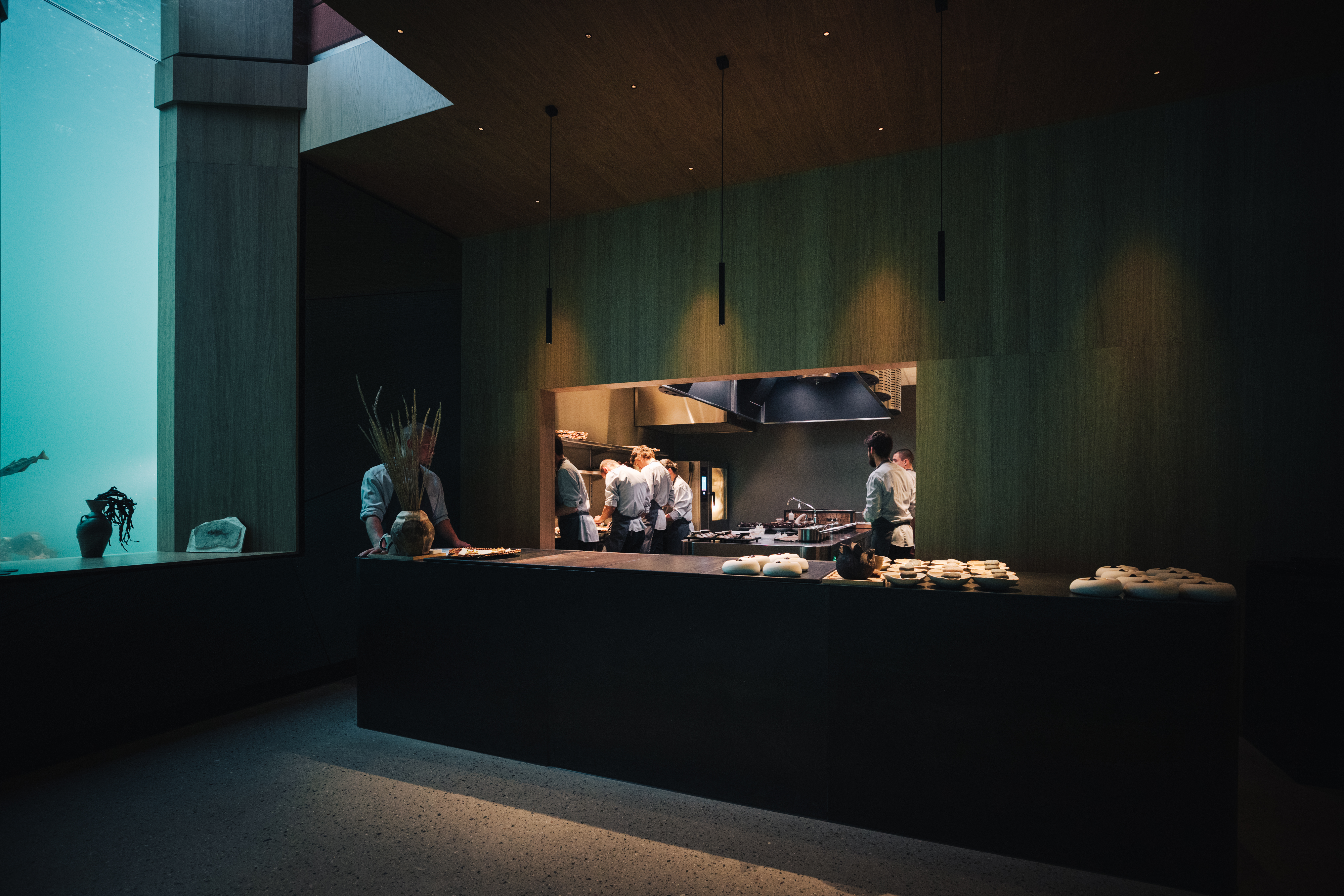
언더의 주방 모습